# West Hyattsville (Metro de Washington)
West Hyattsville es una estación elevada en la línea Verde del Metro de Washington, administrada por la Autoridad de Tránsito del Área Metropolitana de Washington. La estación se encuentra localizada en el condado de Prince George en la localidad de Hyattsville en Maryland.

## Conexiones de autobuses
- WMATA Metrobus
- TheBus